# Familjen Addams (film, 2019)
Familjen Addams (engelska: The Addams Family) är en kanadensisk-amerikansk animerad film från 2019, baserad på Charles Addams karaktärer med samma namn, som hade amerikansk biopremiär den 11 oktober samma år. Filmen är regisserad av Conrad Vernon och Greg Tiernan, från ett manus skrivet av Matt Lieberman. Rösterna i filmen görs av bland annat Oscar Isaac, Charlize Theron, Chloë Grace Moretz, Finn Wolfhard, Nick Kroll, Snoop Dogg, Bette Midler, och Allison Janney.
Filmen hade biopremiär i Sverige den 25 oktober 2019. Den efterföljdes sedan av filmen Familjen Addams 2 år 2021.

## Rollista (i urval)
| Figur                        | Engelsk originalröst |
| ---------------------------- | -------------------- |
| Gomez Addams                 | Oscar Isaac          |
| Morticia Addams              | Charlize Theron      |
| Wednesday Addams             | Chloë Grace Moretz   |
| Pugsley Addams               | Finn Wolfhard        |
| Farbror Fester               | Nick Kroll           |
| Kusin Itt                    | Snoop Dogg           |
| Farmor                       | Bette Midler         |
| Margaux Needler              | Allison Janney       |
| Glenn                        | Tituss Burgess       |
| Moster Sloom                 | Jenifer Lewis        |
| Parker Needler               | Elsie Fisher         |
| Lurch                        | Conrad Vernon        |
| Bethany                      | Chelsea Frei         |
| Layla och Kayla (tvillingar) | Pom Klementieff      |
| Trodi (Trudy) Pickering      | Maggie Wheeler       |
| Norman Pickering             | Harland Williams     |